# Dzikie dzieci
Dzikie dzieci, wilcze dzieci – dzieci egzystujące w społecznej izolacji, wychowywane przez zwierzęta lub posiadające jedynie pośredni kontakt z ludźmi (np. dzieci trzymane w niewoli i nie kontaktujące się z innymi ludźmi). Literackim przykładem dzieci wilczych są Romulus i Remus lub Mowgli.
Jednymi z najsłynniejszych dzikich dzieci są Victor i Genie. Prawdopodobnym przypadkiem dzikiego dziecka jest również Kaspar Hauser.
Dzikie dzieci często mają problemy z opanowaniem ludzkiej mowy.
Istnieje hipoteza stworzona przez  Erica Lenneberga, że ludzkie dziecko przechodzi w swym rozwoju okres, kiedy zdolne jest przyswoić sobie język z niezwykłą łatwością. Ten optymalny okres kończy się jednak z wejściem w wiek dojrzewania i człowiek, który swej szansy opanowania mowy nie wykorzystał przed mniej więcej dwunastym rokiem życia, traci ją bezpowrotnie.